# Somogyszil
Somogyszil là một thị trấn thuộc hạt Somogy, Hungary. Thị trấn này có diện tích 38,46 km², dân số năm 2010 là 735 người, mật độ 19 người/km².